# Danilo Türk
Danilo Türk ([tyrk]; n. 19 februarie 1952, Maribor, Slovenia) este un politician și avocat sloven, fost Președinte al Sloveniei între decembrie 2007 și decembrie 2012.

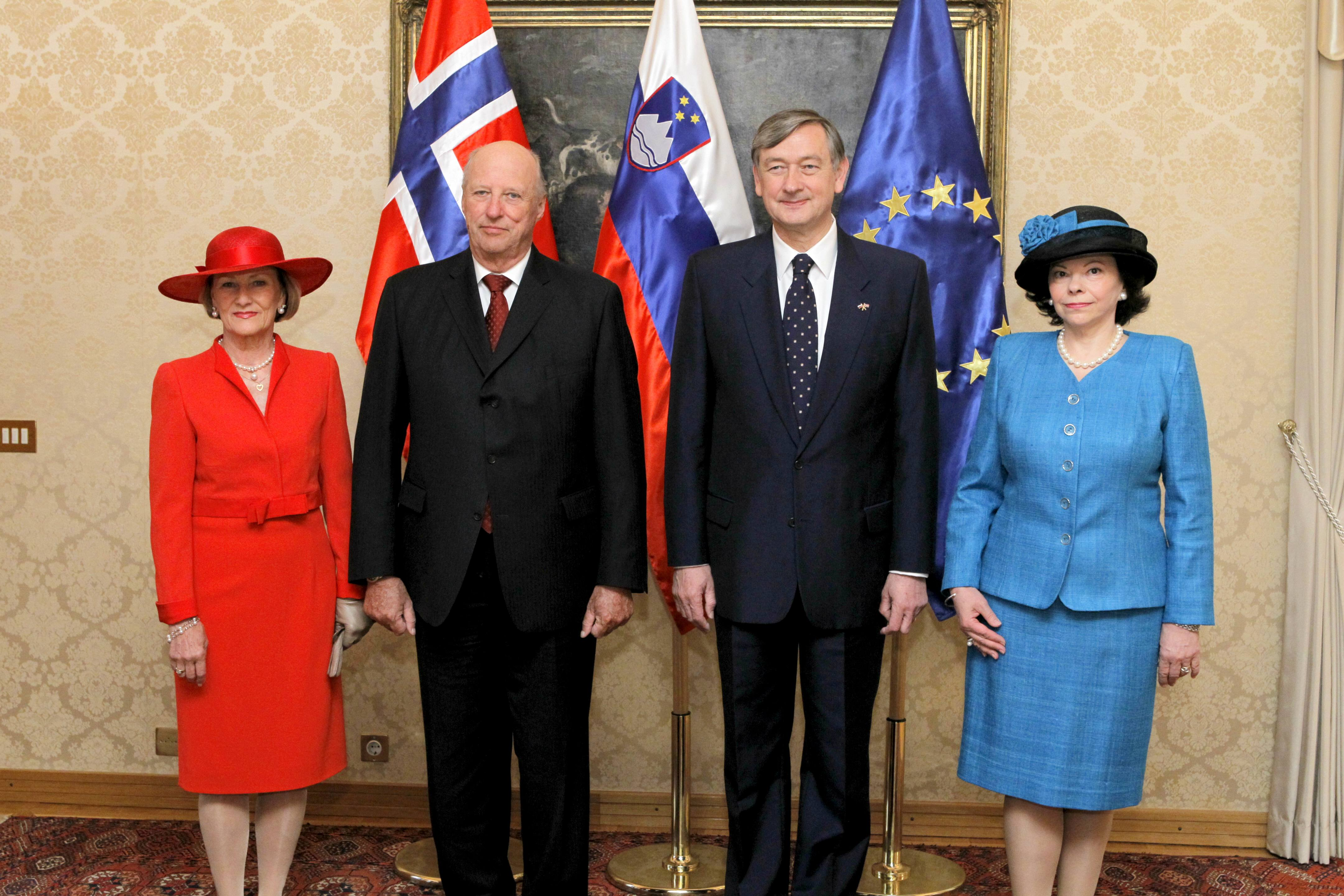
Danilo Türk și soția sa Barbara cu Harald al V-lea și Sonja a Norvegiei în 2011

## Alegerile din 2012
Danilo Türk a candidat din nou la funcția de președinte în alegerile din 2012, dar a pierdut în fața lui Borut Pahor în turul doi de scrutin, care a avut loc pe 2 decembrie 2012, primind aproximativ o treime din voturi.

## Viața personală
Danilo Türk este căsătorit cu Barbara Türk (născută Miklič), și au împreună o fiică. 
El mai are un frate, Vitoslav Türk, care e membru al Partidului Democrat Sloven.